# Hetzdorf (Bürgel)

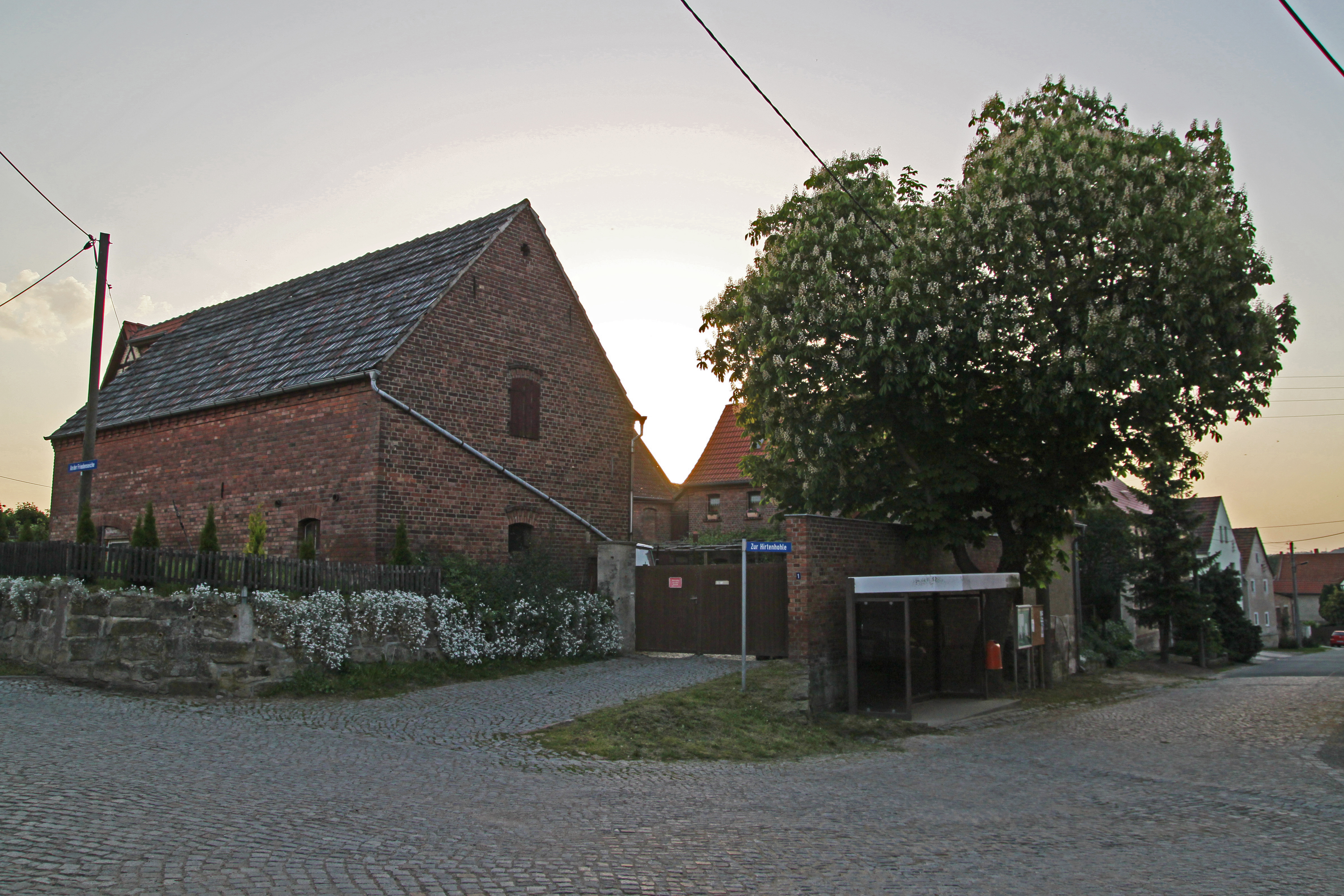
Dorfmitte in Hetzdorf

Hetzdorf ist ein Ortsteil von Bürgel im Saale-Holzland-Kreis in Thüringen.

## Geografie
Hetzdorf liegt südlich nach einem kleinen Seitental bei Silberthal auf einer kleinen Hochebene und westlich von Bürgel in der unmittelbaren Nähe des Quellgebietes der Gleise. Die Gemarkung des Weilers ist kupiert und teilweise mit Wald bestanden. Die Bundesstraße 7 von Jena nach Eisenberg führt nördlich vorbei. Nördlich liegt Droschka.

## Geschichte
1378 wurde der Ortsteil urkundlich erstmals genannt.
Es ist davon auszugehen, dass die Nutzbarmachung des Geländes um Hetzdorf auf Arbeiten der Mönche und slawischen Siedlern zurückzuführen ist. Später gehörte Hetzdorf mit zu der Pfarrei St. Georgenberg in Bürgel. Die Verbindung zu Bürgel bestand auch auf diesem Gebiet.
Der Großteil von Hetzdorf gehörte zum wettinischen Kreisamt Eisenberg. 2 Häuser des Orts mit den zugehörigen Feldgütern gehörten als Vorwerk zum Besitz des Klosters Bürgel und kamen nach dessen Auflösung im Zuge der Reformation im Jahr 1526 zum ernestinischen Amt Bürgel. Die Ämter Eisenberg und Bürgel und mit ihnen die beiden Anteile von Hetzdorf standen aufgrund mehrerer Teilungen im Lauf ihres Bestehens unter der Hoheit verschiedener Ernestinischer Herzogtümer.
Ab 1815 stand der weimarische Anteil von Hetzdorf, d. h. das Rittergut, unter der Hoheit des Großherzogtums Sachsen-Weimar-Eisenach (Amt Bürgel mit Tautenburg). Der altenburgische Hauptteil des Orts kam 1826 mit dem Südteil des Kreisamts Eisenberg und der Stadt Eisenberg vom Herzogtum Sachsen-Gotha-Altenburg zum Herzogtum Sachsen-Altenburg. Ab 1920 gehörte Hetzdorf vollständig zum Freistaat Thüringen.